# Ruslan Lyssenko
Ruslan Lyssenko (ukrainisch Руслан Лисенко; * 18. Mai 1976 in Welyki Budky, Oblast Sumy, Ukrainische SSR) ist ein ukrainischer Biathlet.

## Werdegang
Lyssenko betreibt seit 1990 Biathlon und gehört dem ukrainischen Nationalkader seit 1994 an. Er startet für Dynamo Tschernihiw und wird von Mykola Soz trainiert.
Sein Debüt im Biathlon-Weltcup feierte Lyssenko 1994 als 44. in einem Einzelrennen in Bad Gastein. Erste Weltcuppunkte sammelte er im Rahmen der Biathlon-Weltmeisterschaften 1996 in Ruhpolding, als er im Einzel 21. wurde. Bis 2006 nahm er von nun an bei allen Biathlon-Weltmeisterschaften teil. Beste Platzierung sollte 1999 ein sechster Platz im Einzel von Pokljuka werden. 1998 folgte in Nagano die erste von drei Olympiateilnahmen. Seine beste Saison hatte er 1999/2000. In diesem Jahr erreichte er zwei seiner drei Top-10-Platzierungen, darunter einen zweiten Platz hinter Ole Einar Bjørndalen in einem Einzel in Hochfilzen. Bei den Europameisterschaften 2002 in Kontiolahti gewann er mit der ukrainischen Staffel um Oleksandr Bilanenko, Wjatscheslaw Derkatsch und Roman Pryma Silber hinter den Deutschen. Zu Beginn der Saison 2002/03 startete Lysenko auch einmal im Europacup von Ål und gewann dort ein Sprintrennen.

## Privates
Lyssenko lebt heute mit seiner Frau und seiner Tochter Anastasiya in Tschernihiw.

## Biathlon-Weltcup-Platzierungen
Die Tabelle zeigt alle Platzierungen (je nach Austragungsjahr einschließlich Olympische Spiele und Weltmeisterschaften).
- 1.–3. Platz: Anzahl der Podiumsplatzierungen
- Top 10: Anzahl der Platzierungen unter den ersten zehn (einschließlich Podium)
- Punkteränge: Anzahl der Platzierungen innerhalb der Punkteränge (einschließlich Podium und Top 10)
- Starts: Anzahl gelaufener Rennen in der jeweiligen Disziplin

| Platzierung                      | Einzel | Sprint | Verfolgung | Massenstart | Team | Staffel | Gesamt |
| -------------------------------- | ------ | ------ | ---------- | ----------- | ---- | ------- | ------ |
| 1. Platz                         |        |        |            |             |      |         |        |
| 2. Platz                         | 1      |        |            |             |      | 1       | 2      |
| 3. Platz                         |        |        |            |             |      |         |        |
| Top 10                           | 3      |        |            |             |      | 28      | 31     |
| Punkteränge                      | 12     | 9      | 10         | 2           | 2    | 41      | 76     |
| Starts                           | 37     | 74     | 37         | 2           | 2    | 42      | 194    |
| Stand: nach der Saison 2009/2010 |        |        |            |             |      |         |        |